# OpenSlides
OpenSlides ist ein freies, webbasiertes Präsentations- und Versammlungssystem zur Verwaltung und Projizierung von Tagesordnung, Anträgen und Wahlen einer Versammlung.
Im Gegensatz zu proprietären Präsentationsprogrammen wird OpenSlides als Open-Source-Software entwickelt und kann auf eigenen Servern betrieben werden. Alternativ gibt es Hostingangebote, bei denen das Präsentations- und Versammlungssystem als SaaS genutzt wird.
Das Softwareprodukt OpenSlides wurde 2011 in Version 1.0 veröffentlicht.

## Eigenschaften
OpenSlides ist ein freies, webbasiertes Präsentations- und Versammlungssystem zur Darstellung und Steuerung von Tagesordnung, Anträgen und Wahlen einer Veranstaltung. Mit OpenSlides können alle Inhalte einer Veranstaltung (wie Tagesordnung, Anträge, Rednerlisten, Kandidaten und Wahlergebnisse) zeitaktuell an die Leinwand projiziert werden. Die Versammlungsleitung steuert und bearbeitet diese Inhalte interaktiv, auch verteilt mit verschiedenen Mobilgeräten.
Die Bearbeitung der Folien ist über ein Redaktionssystem möglich. Der Präsentationsmodus auf dem Projektor muss nicht verlassen werden und zeigt stets die aktuelle Folie an. OpenSlides ist konzipiert für den Einsatz auf Veranstaltungen wie Delegierten- oder Mitgliederversammlungen, Parteitagen oder Hauptversammlungen. Eine Teilnehmerbeschränkung gibt es nicht.
Neuartig ist vor allem die Funktion, das Plenum mit einzubeziehen: Teilnehmer einer Veranstaltung können jederzeit mit dem eigenen Mobilgerät z. B. Anträge, Wahlergebnisse und die aktuelle Tagesordnung nachlesen. Teilnehmer können sich über OpenSlides selbst auf die Redeliste setzen, Anträge einreichen, für eine Wahl kandidieren oder andere Kandidaten vorschlagen. OpenSlides verwaltet die anwesenden Teilnehmer, um leichter Kandidaten für anstehende Wahlen aufzustellen, vorgedruckte Wahlscheine zu generieren und ausgezählte Wahl- und Abstimmungsergebnisse anzuzeigen. Auch die Überprüfung der Beschlussfähigkeit ist möglich.

## Funktionen
Hauptfunktionen:
- Projektor[3]
- Tagesordnung
- Redelisten[4]
- Antragsverwaltung[5]
- Wahlen verwalten und Ergebnisse protokollieren[6]
- eVoting (Abstimmungen und Wahlen live durchführen)
- Teilnehmerverwaltung
- Volltextsuche
- responsive Design
- Datenimport/-export
- Mehrsprachigkeit
- Progressive Web App[7]
- Gruppenchat[8][9]

## Mindestanforderungen
Serverseitig:
- Python >= 3.6

Browser:
- Mozilla Firefox
- Google Chrome
- Edge
- Apple Safari
- Opera